# Schuwacht
Schuwacht est un hameau dans la commune néerlandaise de Krimpenerwaard, dans la province de la Hollande-Méridionale. La localité compte 450 habitants.
Schuwacht est situé sur le Lek, entre Lekkerkerk et Krimpen aan de Lek.